# Quiina macrophylla
Quiina macrophylla là một loài thực vật có hoa trong họ Ochnaceae. Loài này được Tul. miêu tả khoa học đầu tiên năm 1849.